# Апарт-отель
Апарт-отель или апартотель (также резидент-отель или отель длительного проживания) - это комплекс апартаментов с обслуживанием, в котором используется система бронирования в гостиничном стиле. Это похоже на аренду квартиры, но без фиксированных контрактов, и жильцы могут «выехать», когда пожелают, при условии соблюдения минимального срока пребывания, установленного компанией-владельцем.
Апарт-отели обычно предлагают полностью оборудованные апартаменты. Комплексы апарт-отелей строят, как правило, на заказ и они похожи на гостиничные комплексы с различным количеством апартаментов. Продолжительность пребывания в таких апарт-отелях варьируется от нескольких дней до месяцев или даже лет. Люди, которые останавливаются в апарт-отелях, используют их в качестве долгосрочного жилья, поэтому такие апартаменты обычно оборудованы как обычные жилые помещения.

## Возникновение
Апарт-отели возникли в местах отдыха для семей, которые хотели именно жить в апартаментах, а не останавливаться в них, как в отеле. Такие апартаменты должны были стать «домом для отдыха», но при этом обслуживаться. Позже эти квартиры превратились в полноценное жильё, позволяющие жильцам делать всё, что они делали бы дома, например, убирать, стирать и готовить еду.
Первый апарт-отель был открыт в 1975 году в городе Вичита (штат Канзас, США). Его концепцию разработал Джек Де Боер (англ. Jack DeBoer), который взял за основу популярные в Европе апартаменты и добавил к  ним гостиничный сервис. Позже Де Боер создал первые сети гостиниц, ориентированные на длительное пребывание: Residence Inn (англ. Residence Inn) (впоследствии выкуплена гостиничной сетью Marriott), а затем Summerfield Suites (англ. Summerfield Suites) и Candlewood Suites (англ. Candlewood Suites). Дональд Трамп до своего первого президентского срока также активно инвестировал в гостиничную недвижимость, включая и строительство апарт-отелей. Апарт-отели находятся в управлении таких крупнейших гостиничных операторов как Four Seasons, Hilton, Hyatt, Regent International (англ. Regent Hotels & Resorts), Ritz-Carlton, Rosewood (англ. Rosewood Hotels & Resorts), Sonesta (англ. Sonesta International Hotels) и Starwood. Все апарт-отели проходят обязательную классификацию и им присваиваются «звёзды». Уровень обслуживания в апарт-отеле категории 4* соответствует классическому отелю с аналогичным рейтингом.

## Отели длительного проживания
Отели длительного проживания, также называемые апартаментами с обслуживанием или апарт-отелями, представляют собой тип жилья с опциями, недоступными в стандартных отелях. Эти дополнительные возможности предназначены для создания атмосферы домашнего уюта. Между отелями длительного проживания существуют значительные различия в качестве и предлагаемых возможностях. Некоторые сети отелей эконом-класса привлекают клиентов, которые используют отели в качестве полупостоянного жилья. В отелях длительного проживания, как правило, есть прачечные самообслуживания и предоставляются скидки при длительном проживании от 5 до 7 дней. В них также есть номера (или «люксы») с кухнями. На кухнях, как правило, есть как минимум: раковина, холодильник (обычно полноразмерный), микроволновая печь и плита. На некоторых кухнях также есть посудомоечные машины и обычные духовки. Отели длительного проживания предназначены для деловых путешественников, находящихся в длительных командировках, семей, находящихся в процессе переезда, и других лиц, нуждающихся во временном жилье.
Сеть отелей Residence Inn была основана в 1975 году в Уичито, штат Канзас, Джеком Де Буром и приобретена корпорацией Marriott в 1987 году. По состоянию на апрель 2005 года в Соединенных Штатах, Канаде и Мексике насчитывалось более 450 отелей Residence Inn. Staybridge Suites (англ. Staybridge Suites) и Candlewood Suites (англ. Candlewood Suites), принадлежащие InterContinental Hotels Group, являются двумя примерами отелей, которые предназначены для деловых людей и путешественников с длительным пребыванием. Еще одним брендом отелей длительного проживания является Homewood Suites (англ. Homewood Suites), который входит в состав Hilton Worldwide. Этот бренд появился в результате слияния компаний Extended Stay America и Homestead Hotels, которые объединились в 2004 году и стали Extended Stay Hotels (англ. Extended Stay Hotels) с более чем 670 объектами недвижимости в Соединенных Штатах. Сеть отелей Choice Hotels International (англ. Choice Hotels International), владеющая франшизами для таких брендов, как Comfort Inn, Comfort Suites, Sleep Inn (англ. Sleep Inn) и Quality Inn, управляет брендом MainStay Suites. В 2005 году они приобрели сеть отелей длительного проживания в пригороде, насчитывающую более 150 открытых и строящихся отелей. Сеть недорогих отелей длительного проживания Intown Suites (англ. Intown Suites) была основана в 1988 году и имеет 139 представительств в 21 штате.  С 1999 года американская сеть недорогих отелей Motel 6 (англ. Motel 6), принадлежащая The Blackstone Group (англ. The Blackstone Group) (ранее Accor), управляет сетью отелей Studio 6 с недельным проживанием.
В Великобритании первой национальной сетью апарт-отелей в 2006 году стала Roomzzz (англ. Roomzzz). В последние годы наблюдается резкий рост числа деловых поездок в Индии — эта страна становится все более интегрированной в мировую экономику, поэтому спрос на апартаменты с обслуживанием там быстро растёт. На этом рынке есть много операторов апарт-отелей подобных PAJAMAS, у которых в наличии более 3000 апартаментов.
Примером крупной международной сети отелей может служить The Ascott Limited (англ. The Ascott Limited) -  группа компаний по продаже апартаментов с обслуживанием, которая владеет более чем 70 000 объектами недвижимости в 190 городах более чем в 30 странах.

## В России
В России понятие апарт-отеля было зафиксировано в «Положении о классификации гостиниц», утверждённом Правительством России в 2019 году. Глава вторая «Виды гостиниц», п.5 пп.г): апартотель - вид гостиниц, номерной фонд которых состоит исключительно из номеров категорий "студия" и "апартамент".
Развитие апарт-отелей в РФ началось с Санкт-Петербурга. На северную столицу к концу 2023 года приходился и основной объём предложения — уже к началу 2023 года объём номерного фонда апарт-отелей превысил предложения классических отелей. На конец 2023 года в Москве работало 105 апарт-отелей.